# Liste der Stolpersteine in Essen – Bezirk V
Die Liste der Stolpersteine in Essen enthält alle Stolpersteine, die im Rahmen des gleichnamigen Projekts von Gunter Demnig in Essen verlegt wurden. Mit ihnen soll an Opfer des Nationalsozialismus erinnert werden, die in Essen lebten und wirkten.
| Adresse                   | Verlegedatum  | Inschrift/Name | Bild | Anmerkung |
| ------------------------- | ------------- | --- | ---- | --- |
| Altenessener Straße 412 · | 7. Juli 2006  | HIER WOHNTE SARA LOEWENSTEIN JG. 1893 DEPORTIERT 1942 ERMORDET IN THERESIENSTADT |      | Amalie Loewenstein (* 29. Juni 1893 in Oberhausen), Tochter von Phillip und Dina Loewenstein, geborene Urias, lebte mit ihren Eltern und zwei Brüdern in Altenessen. Es ist davon auszugehen, dass ihr Vorname tatsächlich Amalie ist, da Dokumente von Amalie Loewenstein mit den Daten des Steins Sara Loewenstein übereinstimmen. Ihr Vater führte das Haushaltswarengeschäft „Gebrüder Loewenstein“, Amalie Loewenstein erbte nach dem Tod des Vaters am 3. Oktober 1932 das Haus Altenessener Straße 408–412. Im Zuge der Arisierung verlor sie das Haus und zog im Mai 1942 in die Hindenburgstraße 22. Am 21. Juli 1942 wurde sie nach Theresienstadt deportiert, danach am 23. Januar 1943 ins Vernichtungslager Auschwitz-Birkenau, wo sie wenig später ermordet wurde. |
| Altenessener Straße 412 · | 7. Juli 2006  | HIER WOHNTE BERTHOLD LOEWENSTEIN JG. 1887 DEPORTIERT 1942 ERMORDET IN IZBICA |      | Berthold Loewenstein (* 15. Dezember in Köln), Bruder von Amalie Loewenstein, Ehemann von Martha Loewenstein, geborene Kaufmann (* 29. Dezember 1893 in Niederdollendorf), und Vater von Ilse Loewenstein (* 30. Juni 1924 in Düsseldorf) lebte bis 1912 bei seinen Eltern, zog dann nach Düsseldorf und leistete von 1915 bis 1918 Kriegsdienst im Ersten Weltkrieg. 1922 lernte er Martha Kaufmann kennen und heiratete sie im Januar 1923. 1927 zog die Familie mit Tochter Ilse Loewenstein nach Essen in das elterliche Haus der Familie Loewenstein. Als sich die politische Lage nach der Machtergreifung 1933 verschlechterte, bemühte sich Berthold Loewenstein vergeblich um Papiere zur Ausreise. Nach der Pogromnacht 1938 wurde Berthold Loewenstein verhaftet und für fast drei Wochen ins KZ Dachau gebracht. Seine Frau setzte sich für die Freilassung ein, unter anderem, da die Häuser im Zuge der Arisierung zu verkaufen waren und die Familie Einreisevisa nach Kolumbien hatte. Martha Loewenstein wurde am 27. Dezember 1938 aufgrund der Namensänderungsverordnung der zusätzliche Vorname „Sara“ in die Geburtsurkunde eingetragen, ebenso am 10. Januar 1939 Ilse Loewenstein; ihr Vater Berthold musste nun den zusätzlichen Namen „Israel“ tragen. Die Familie reiste nicht nach Kolumbien aus. Am 22. April 1942 wurde die Familie Loewenstein nach Izbica deportiert und starb an einem unbekannten Datum. |
| Altenessener Straße 412 · | 7. Juli 2006  | HIER WOHNTE ILSE LOEWENSTEIN JG. 1924 DEPORTIERT 1942 ERMORDET IN IZBICA |      | Berthold Loewenstein (* 15. Dezember in Köln), Bruder von Amalie Loewenstein, Ehemann von Martha Loewenstein, geborene Kaufmann (* 29. Dezember 1893 in Niederdollendorf), und Vater von Ilse Loewenstein (* 30. Juni 1924 in Düsseldorf) lebte bis 1912 bei seinen Eltern, zog dann nach Düsseldorf und leistete von 1915 bis 1918 Kriegsdienst im Ersten Weltkrieg. 1922 lernte er Martha Kaufmann kennen und heiratete sie im Januar 1923. 1927 zog die Familie mit Tochter Ilse Loewenstein nach Essen in das elterliche Haus der Familie Loewenstein. Als sich die politische Lage nach der Machtergreifung 1933 verschlechterte, bemühte sich Berthold Loewenstein vergeblich um Papiere zur Ausreise. Nach der Pogromnacht 1938 wurde Berthold Loewenstein verhaftet und für fast drei Wochen ins KZ Dachau gebracht. Seine Frau setzte sich für die Freilassung ein, unter anderem, da die Häuser im Zuge der Arisierung zu verkaufen waren und die Familie Einreisevisa nach Kolumbien hatte. Martha Loewenstein wurde am 27. Dezember 1938 aufgrund der Namensänderungsverordnung der zusätzliche Vorname „Sara“ in die Geburtsurkunde eingetragen, ebenso am 10. Januar 1939 Ilse Loewenstein; ihr Vater Berthold musste nun den zusätzlichen Namen „Israel“ tragen. Die Familie reiste nicht nach Kolumbien aus. Am 22. April 1942 wurde die Familie Loewenstein nach Izbica deportiert und starb an einem unbekannten Datum. |
| Altenessener Straße 412 · | 7. Juli 2006  | HIER WOHNTE MARTHA LOEWENSTEIN GEB. KAUFMANN JG. 1893 DEPORTIERT 1942 ERMORDET IN IZBICA                                                                                                |      | Berthold Loewenstein (* 15. Dezember in Köln), Bruder von Amalie Loewenstein, Ehemann von Martha Loewenstein, geborene Kaufmann (* 29. Dezember 1893 in Niederdollendorf), und Vater von Ilse Loewenstein (* 30. Juni 1924 in Düsseldorf) lebte bis 1912 bei seinen Eltern, zog dann nach Düsseldorf und leistete von 1915 bis 1918 Kriegsdienst im Ersten Weltkrieg. 1922 lernte er Martha Kaufmann kennen und heiratete sie im Januar 1923. 1927 zog die Familie mit Tochter Ilse Loewenstein nach Essen in das elterliche Haus der Familie Loewenstein. Als sich die politische Lage nach der Machtergreifung 1933 verschlechterte, bemühte sich Berthold Loewenstein vergeblich um Papiere zur Ausreise. Nach der Pogromnacht 1938 wurde Berthold Loewenstein verhaftet und für fast drei Wochen ins KZ Dachau gebracht. Seine Frau setzte sich für die Freilassung ein, unter anderem, da die Häuser im Zuge der Arisierung zu verkaufen waren und die Familie Einreisevisa nach Kolumbien hatte. Martha Loewenstein wurde am 27. Dezember 1938 aufgrund der Namensänderungsverordnung der zusätzliche Vorname „Sara“ in die Geburtsurkunde eingetragen, ebenso am 10. Januar 1939 Ilse Loewenstein; ihr Vater Berthold musste nun den zusätzlichen Namen „Israel“ tragen. Die Familie reiste nicht nach Kolumbien aus. Am 22. April 1942 wurde die Familie Loewenstein nach Izbica deportiert und starb an einem unbekannten Datum. |
| Altenessener Straße 434 · | 7. Juli 2006  | HIER WOHNTE HENRIETTE KAUFMANN JG. 1875 DEPORTIERT 1942 ERMORDET IN THERESIENSTADT |      | Die Schwestern Selma Steinberg, geborene Kaufmann, (* 5. November 1872 in Schiefbahn) und Henriette Kaufmann (* 11. Juli 1875 in Schiefbahn) gründeten 1902 in Altenessen das Geschäft „Geschwister Kaufmann“. 1905 heiratete Selma ihren Mann Alex Steinberg, das Paar bekam drei Kinder. 1933 starb Alex Steinberg an der Spanischen Grippe. Henriette Kaufmann erkrankte an Krebs, konnte jedoch erfolgreich operiert werden und wurde von ihrer Schwester Selma gepflegt. 1936 mussten die Schwestern das Geschäft aufgeben und zogen zunächst in die Isenbergstraße in Essen und 1938 zu Verwandten nach Köln. Selma Steinberg und Henriette Kaufmann wurden am 15. Juni 1942 von Köln ins KZ Theresienstadt deportiert und kamen drei Monate später am 19. September 1942 ins Vernichtungslager Treblinka, wo sie kurz darauf ermordet wurden. |
| Altenessener Straße 434 · | 7. Juli 2006  | HIER WOHNTE SELMA STEINBERG GEB. KAUFMAN JG. 1872 DEPORTIERT 1942 ERMORDET IN THERESIENSTADT                                                                                            |      | Die Schwestern Selma Steinberg, geborene Kaufmann, (* 5. November 1872 in Schiefbahn) und Henriette Kaufmann (* 11. Juli 1875 in Schiefbahn) gründeten 1902 in Altenessen das Geschäft „Geschwister Kaufmann“. 1905 heiratete Selma ihren Mann Alex Steinberg, das Paar bekam drei Kinder. 1933 starb Alex Steinberg an der Spanischen Grippe. Henriette Kaufmann erkrankte an Krebs, konnte jedoch erfolgreich operiert werden und wurde von ihrer Schwester Selma gepflegt. 1936 mussten die Schwestern das Geschäft aufgeben und zogen zunächst in die Isenbergstraße in Essen und 1938 zu Verwandten nach Köln. Selma Steinberg und Henriette Kaufmann wurden am 15. Juni 1942 von Köln ins KZ Theresienstadt deportiert und kamen drei Monate später am 19. September 1942 ins Vernichtungslager Treblinka, wo sie kurz darauf ermordet wurden. |
| Feldmannhof 2 ·           | 28. Feb. 2014 | HIER WOHNTE FRANZ KRAUS JG. 1919 IM WIDERSTAND VERHAFTET FEB. 1941 'WEHRDIENSTSABOTAGE' SACHSENHAUSEN TOT 12.1.1942 NATZWEILER                                                          |      | Franz Kraus (* 28. Juli 1919) wurde von einem Luftwaffengericht wegen „Wehrdienstsabotage“ schuldig gesprochen. Im Februar 1941 kam er ins KZ Sachsenhausen, am 12. Januar 1942 starb Franz Kraus im KZ Natzweiler-Struthof. Die genauen Hintergründe des ihm angelasteten Vergehens und die Umstände seines Todes sind ungeklärt. |
| Großenbruchstraße 30 ·    | 28. Feb. 2014 | HIER WOHNTE HERMANN HAMMACHER JG. 1886 IM WIDERSTAND/SPD 'SCHUTZHAFT' 1933 GEFÄNGNIS ESSEN FLUCHT 1933 HOLLAND FLUCHT IN DEN TOD 14.5.1940 AMSTERDAM                                    |      | Hermann Hamacher (* 29. Januar 1886) war SPD-Mitglied und Chefredakteur der Partei-Zeitung „Volkswacht“. Er wurde am Tag der Reichstagswahl März 1933 für mehrere Wochen in „Schutzhaft“ genommen. Nach seiner Entlassung floh er in die Niederlande. Als die deutschen Truppen während des Westfeldzugs auch die Niederlande einnahmen, floh Hermann Hamacher in den Tod. Er starb am 14. Mai 1940 in Amsterdam. Es liegt ein weiterer Stolperstein für Hermann Hamacher in Essen-Westviertel. |
| Heßlerstraße 242 ·        | 15. Nov. 2005 | HIER WOHNTE KARL HOFFMANN JG. 1903 VERHAFTET ZUCHTHAUS MÜNSTER TOT 14.3.1935 |      | Karl Hoffmann (* 7. Januar 1903) war politisch als Kommunist aktiv. 1934 wurde er wegen Hochverrat verhaftet und zu acht Jahren Zuchthaus verurteilt. Er starb am 14. März 1935 in der Justizvollzugsanstalt Münster. Als Todesursache gab die Anstalt „Tod durch Erhängen“ an, es ist nach in Augenscheinnahme der Verwandten aber eher wahrscheinlich, dass er erschlagen wurde. |
| Rahmstraße 141 ·          | 28. Feb. 2014 | HIER WOHNTE JULIUS WARMANN JG. 1913 VON SA ÜBERFALLEN/ERSTOCHEN TOT 4.7.1932 |      | Julius Warmann (* 6. Juni 1913) wurde am 4. Juli 1932 von Mitgliedern der Sturmabteilung überfallen und erstochen. Die Polizei hat den Mord nie untersucht. |
| Stankeitstraße 22 ·       | 8. Dez. 2018  | HIER WOHNTE LOTHAR LAZARUS LEYSER JG. 1920 FLUCHT 1938 HOLLAND INTERNIERT WESTERBORK DEPORTIERT 1943 SOBIBOR ERMORDET 9.7.1943                                                          |      | Lothar Lazarus Leyser (* 30. November 1920 in Essen) besuchte nach Abschluss der Schule ab April 1934 die jüdische Gartenbauschule in Ahlem in Vorbereitung auf seine Ausreise nach Palästina. 1938 floh er in die Niederlande und hatte die Absicht, mit der Familie seiner Schwester nach Palästina zu gehen. Lothar Leyser heiratete, wurde Vater zweier Kinder und musste mehrfach in den Niederlanden umziehen. Am 20. Juni 1943 wurden er und seine Familie verhaftet und im Durchgangslager Westerbork interniert. Am 6. Juli 1943 kamen sie ins Vernichtungslager Sobibor, wo sie am 9. Juli 1943 ermordet wurden. |
| Vogelheimer Straße 50 ·   | 28. Feb. 2014 | HIER WOHNTE PETER BALNUS JG. 1904 VERHAFTET 3.11.1942 'WEHRKRAFTZERSETZUNG' BEWÄHRUNGSEINHEIT LIBAU/KURLAND TOT 13.2.1945                                                               |      | Peter Balnus (* 24. Oktober 1904 in Altenessen) war Lehrer, konnte nach der Machtergreifung seinen Beruf allerdings nicht ausüben, da er dem Nationalsozialismus kritisch gegenüber stand. 1938 arbeitete er beim Katholischen Kirchensteueramt. Am 15. April 1940 wurde er zum Wehrdienst eingezogen und nach Belgien versetzt. Peter Balnus und sechs weitere Soldaten wurden am 3. November 1942 wegen kritischer Äußerungen verhaftet und am 12. Januar 1943 von einem Feldgericht wegen „Wehrkraftzersetzung“ zu drei Jahren Gefängnis verurteilt. Am 18. September 1943 wurde die Strafe ausgesetzt und er wurde einer Strafkompanie in Libau zugewiesen. Peter Balus kam dort am 13. Februar 1945 ums Leben. |
| Zangenstraße 2 ·          | 20. Okt. 2022 | HIER WOHNTE MARIANNE SCHMITZ JG. 1922 EINGEWIESEN 3.5.1937 KRUPP. KRANKENHAUS ZWANGSSTERILISIERT ENTLASSEN 18.5.1937 'EINGEWIESEN' 13.11.1943 HEILANSTALT OBRAWALDE ERMORDET 26.11.1943 |      | Marianne "Mia" Schmitz (* 25. September 1922 in Essen) war die Tochter von August Maria Franz Schmitz (* 19. Mai 1899 in Essen-Holsterhausen) und Katharina Anna Schmitz (geb. Manske; * 22. April 1902 in Essen) und hatte sieben Geschwister. Im Alter von 12 Jahren wurde Marianne Schmitz "verhaltensauffällig" und musste die Schule verlassen. Als Grund der Auffälligkeit wurde vom Vater ein traumatisches Ereignis angegeben. 1936 wurde von Amts wegen die Zwangssterilisation angeordnet. Dagegen erhob die Familie Beschwerde und bat um einen Aufschub von drei Jahren. Die Beschwerde wurde abgewiesen und die Sterilisation am 4. Mai 1937 durchgeführt. Nachdem sie nach einer Verletzung durch einen Bombenangriff 1943 ins Krankenhaus kam, wurde sie im November 1943 in die Heilanstalt Obrawalde eingewiesen. Dort wurde sie am 26. November 1943 ermordet. Der Stolperstein wurde am 20. Oktober 2022 symbolisch aufgestellt aber nicht verlegt, da sich die Stelle an oder in einer Baustelle befand. Die Verlegung wird zu einem späteren Termin nachgeholt. |